# Специјална болница за психијатријске болести Горња Топоница
Специјална болница за психијатријске болести Горња Топоница је специјализована здравствена установа у систему здравства Србије на подручју Нишавског управног округа. Настала је 1. маја 1927. године у селу Горња Топоница, на левој обали Топоничке реке, у некадашњем ловишту краља Милана, као „Душевна болница” (а по одлуци из 1912. о премештању Душевне Болнице из Београда), у којој је први корисник био Ђорђе Карађорђевић. Болница је – као специјалистичка психијатријска болница – после Другог светског рата реорганизована, реконструисана и дограђена у нов и развијен здравствени центар.
Болница данас, здравствену делатност обавља на секундарном нивоу здравствене заштите, који обухвата специјалистичко-консултативну и болничку здравствену делатност, превенцију и рехабилитацију  психијатријских пацијента. Болница је научно-наставна база Медицинског факултета Универзитета у Нишу и наставна база Медицинске школа у Нишу.

## Називи
Државна душевна болница (1927—1953) — Психијатријска болница у Горњој Топоници (1953—1969) —Неуропсихијатријску болница у Горњој Топоници (1969—1972) — Институт за неуропсихијатрију Медицинског факултета у Нишу (1972—1969) — Специјална психијатријска болница „Горња Топоница” (1969—2007) — Специјална болница за психијатријске болести „Горња Топоница”  (од 2007).
Колоквијално је болница позната само као Топоница.

## Положај
Болница се налази у Улици Стевана Синђелића 19 у насељу Горња Топоница у градској општини Црвени Крст на подручју града Ниша у Нишавском управном округу. Смештена је у долини Топоничке реке, у граничном простору Нишке и Алексиначке котлине, на око 11 км северозападно од центра Ниша, уз сам аутопут  Ниш — Београд.

## Историја
Психијатријске болнице у Горњој Топоници настала је  1911. године, на земљишном комплекс од око 86 хектара, који је српска држава за 100.000 динара купила од краљице Наталије које је ово земљиште добила после развода брака од краља Милана Обреновића. У моменту куповине на комплексу су се налазиле две веће зграде и једна магаза изграђене од тврдог материјала, док је део земљишта био засађен боровима, јелом, тујом и другим култивисаним дрвећем. 
Земљиште је Краљевина Србија наменски уступила санитетском одељењу Министарства унутрашњих послова, да на њему изгради болницу за душевне болеснике.  Међутим Први светски рат је привремено одложио припремне радове и изградњу душевне болнице.
Оснивање болнице почела је 1923. године  градњом специјалног павиљона "Вила Топоница" за смештај и хоспитализацију принца Ђорђа Карађорђевића, који је 9. јуна 1926. године принудно превезен возом из Беља у Горњу Топоницу, где је остао све до априла месеца 1941. године.
Прве наменске зграде за смештај и лечење душевно оболелих лица саграђене су од 1924. до 1926. године, али је Државна душевна болница званично почела са ради 1. маја 1927. године када је возом из Психијатријске болнице Београд пребачено 200 болесника. Први управник болнице био је Марко Радман.
Ни током Другог светског рата болница није престала са радом, јер је збрињавала болеснике под покровитељством Црвеног крста.
Након Другог светског рата Душевна болница је 1953. године променила назив у Психијатријска болница у Горњој Топоници.
Свој статус Психијатријска болница мења 1969. године када прераста у Неуропсихијатријску болницу. 
Следе нове организационе промене и 1972. године болница постаје Институт за неуропсихијатрију Медицинског факултета у Нишу.
Током 1982. године Болница се издваја се из састава Института и постаје - Специјална психијатријска болница Горња Топоница, а у 2007.  години поново мења назив и постаје Специјална болница за психијатријске болести ''Горња Топоница”.
У болници је 2005.. године отворен је Центар за заштиту менталног здравља у заједници,  у Нишу.

## Делатност
Основна делатност Болнице је специјалистичка, специјалистичко- консултативна и стационарна здравствена делатност из области психијатрије, односно неуропсихијатрије, за пунолетна лица, (старија од 18 година).
Болница обавља и делатност из интерне медицине, лабораторијске, радиолошке и друге дијагностике, као и фармацеутску здравствену делатност преко болничке апотеке.

Министарство здравља Републике Србије као оснивач болнице доделило је у надлежност огромно подручје на коме живи преко 6 милиона становника Србије — од Београда до границе са Републиком Македонијом. 
У оквиру своје делатности Болница посебно обавља:
- прати и проучава здравствено стање становништва из домена свог рада и предлаже мере за његово унапређивање,
- прати и спроводи методе и поступке, превенције, дијагностике, лечења и рехабилитације засноване на утврђеним стручно-методолошким и доктринарним протоколима,
- истражује и открива узроке, појаве и ширење обољења, раног откривања, ефикасног и квалитетног лечења и рехабилитације,
- спроводи третман особа са менталним поремећајима у кућним условима и условима заштићених стамбених простора,
- учествује у утврђивању стручно- медицинских и доктринарних ставова и пружа стручно методолошку помоћ у њиховом спровођењу,
- обавља уже специјализоване, превентивне, дијагностичке, терапијске и рехабилитационе здравствене услуге у амбулантно поликлиничком и болничким условима,
- спроводи мере ради спречавања нежељених компликација и последица при пружању здравствене заштите, као и мере опште сигурности за време боравка грађана у Болници и обезбеђује сталну контролу ових мера,
- организује и спроводи стручно усавршавање и специјализације здравствених радника, здравствених сарадника и осталих запослених,
- спроводи програме здравствене заштите,
- обавља клиничка истраживања у домену психијатрије,
- организује и спроводи теоретску и практичну наставу у току школовања и стручног усавршавања здравствених радника и здравствених сарадника, као и студената Медицинског, Правног и Филозофског факултета и ученика Медицинске школе,
- спроводи мере безбедности обавезног психијатријског лечења и чувања у здравственој установи и мере безбедности обавезног лечења на слободи,
- обавља судско-психијатријска вештачења

## Организација рада
Специјална болница за психијатријске болести Горња Топоница обавља здравствено збрињавање психијатријских болесника на секундарном и терцијерном нивоу, који обухвата: 
- пријем и збрињавање ургентних стања,
- специјалистичко консултативне прегледе,
- дијагностичку обраду,
- стационарно лечење,
- радну и медицинску рехабилитацију,
- превенцију психијатријских поремећаја

### Резултати рада
Карактеристике хоспитализација у овој психијатријских болници (која истовремено хоспитализују и
акутна и хронична психијатријска обољења и стања) је пре свега:
- дуготрајно лечење (просечна дужина хоспитализације износила је преко 178 дана),
- просечна дневна заузетост постеља 89%,
- мали обрт болничких постеља око два болесника по постељи годишње, што је приказано на табели испод:

| Капацитет и коришћење Специјална болница за психијатријске болести Горња Топоница у 2015. години. | Капацитет и коришћење Специјална болница за психијатријске болести Горња Топоница у 2015. години. | Капацитет и коришћење Специјална болница за психијатријске болести Горња Топоница у 2015. години. | Капацитет и коришћење Специјална болница за психијатријске болести Горња Топоница у 2015. години. | Капацитет и коришћење Специјална болница за психијатријске болести Горња Топоница у 2015. години. | Капацитет и коришћење Специјална болница за психијатријске болести Горња Топоница у 2015. години. |
| Број постеља                                                                                      | Број исписаних болесника                                                                          | Број дана лечења                                                                                  | Просечна дужина лечења (дани)                                                                     | Просечна дневна заузетост постеља (%)                                                             | Обрт болничких постеља                                                                            |
| ------------------------------------------------------------------------------------------------- | ------------------------------------------------------------------------------------------------- | ------------------------------------------------------------------------------------------------- | ------------------------------------------------------------------------------------------------- | ------------------------------------------------------------------------------------------------- | ------------------------------------------------------------------------------------------------- |
| 800                                                                                               | 1.685                                                                                             | 360.335                                                                                           | 213,8                                                                                             | 123,4                                                                                             | 2,1                                                                                               |

## Организациона структура

### Менаџмент
Управни органи
- Директор
- Управни одбор
- Надзорни одбор

Стручни органи
- Стручни савет
- Стручни колегијум
- Етички одбор
- Комисија за унапређење квалитета рада

### Сектори, одељења и службе
Службе интензивног и полуинтензивног психијатријског третмана  (160 постеља)
- Пријемна амбуланта
- Пријемно мушко одељење
- Пријемно женско одељење
- Мушко одељење полуинтензивног третмана

Служба психосоциорехабилитације (110 постеља)
- Одељење радне рехабилитације
- Одељење психосоциорехабилитације
- Одељење централне психосоциорехабилитације

Служба продуженог психијатријског третмана (210 постеља)
- Одељење продуженог третмана (А)
- Мушко одељење продуженог третмана
- Женско одељење продуженог третмана

Служба форензичке психијатрије  (120 постеља)
- Форензичко мушко одељење
  - Кабинет за спровођење мера безбедности на слободи
- Форензичко женско одељење

Служба геронтопсихијатрије (70 постеља)
- Пријемно одељење геронтопсихијатрије
- Одељење геронтопсихијатрије за продужени третман

Служба специјализованих одељења
- Одељење за интернистичке и инфективне болести
- Одељење за алкохолизам
- Одељење за наркоманију
- Лабораторија
- Апотека
- Кабинет за неурофизиологију
- Кабинет за радиологију
- Кабинет за стоматологију
- Кабинет за психологију
- Кабинет за социјални рад
- Кабинет исхране

Служба за заштиту менталног здравља у заједници
- Одсек дневне болнице
- Кабинет за психотерапију

Службе за економско - финансијске и правне послове
- Одељење за економско-финансијске послове (Одсек књиговодства, Одсек финансијске оперативе, Одсек комерцијале, Одсек наплате прихода)
- Одељење за правне послове (Одсек за јавне набавке, Одсек за кадровске послове

Служба за техничке послове
- Кухиња
- Перионица
- Фризерска радионица
- Техничка радионица
- Ложионица
- Гаража
- Портирница
- Економија